# Masoud Mostafa-Jokar
Masoud Mostafa-Jokar (in persiano مسعود مصطفی جوکار‎; Malayer, 21 settembre 1977) è un ex lottatore iraniano, specializzato nella lotta libera.

## Palmarès

### Olimpiadi
- 1 medaglia:
  - 1 argento (Atene 2004 nei 60 kg)